# Round & Round (Selena Gomez & the Scene)
"Round & Round" is een lied van de Amerikaanse band Selena Gomez & the Scene. Het nummer werd geschreven en geproduceerd door Kevin Rudolf, Andrew Bolooki en Jeff Halavacs, en mede geschreven door Jacob Kasher en Fefe Dobson. Het werd uitgebracht op 22 juni 2010 als de eerste single van de band. "Round & Round" is een dance-popnummer met rock-, disco- en elektronica-invloeden.

## Tracklist

### Download, VS
1. "Round & Round" – 3:06

### Round & Round (Dave AudéRemix) – single
1. "Round & Round" (Dave Audé Remix) – 3:32

### Ep, Australische/Britse remixen
1. "Round & Round" (The Wideboys Club Mix) – 5:56
2. "Round & Round" (Fascination Club Mix) – 6:11
3. "Round & Round" (7th Heaven Club Mix) – 6:08
4. "Round & Round" (Dave Audé Club Remix) – 6:23

### Australische digitale single
1. "Round & Round" – 3:05
2. "Naturally" (Ralphi Rosario Remix) – 3:39

### Britse single
1. "Round & Round" – 3:05
2. "Naturally (Ralphi Rosario Remix) – 3:39